# Толмачевка (Аургазинський район)
Толма́чевка (рос. Толмачевка, башк. Толмачевка) — присілок у складі Аургазинського району Башкортостану, Росія. Входить до складу Тряпинської сільської ради.
Населення — 45 осіб (2010; 50 в 2002).
Національний склад:
- чуваші — 98%